# Макартур, Эллен
Дама Эллен Патриция Макартур (англ. Ellen Patricia MacArthur; род. 8 июля 1976, Уотстандуэлл, графство Дербишир) — британская яхтсменка, установившая 7 февраля 2005 года новый мировой рекорд по одиночному скоростному плаванию вокруг света.

## Карьера
Родилась в семье учителей на восточном побережье Англии. С ранних лет проявила сильнейший интерес к парусному спорту. Вначале ходила на яхте своей тети, затем на деньги сэкономленные на школьных завтраках купила небольшой швертботик, а в 17 лет приобрела подержанную килевую яхту водоизмещением 800 кг. На этой яхте в 1995 году в одиночку обогнула Британию и получила титул «Яхтсмен-юниор года». Эллен приняла решение стать профессиональной яхтсменкой и разослала тысячи писем в поисках спонсорской поддержки. Эти поиски заняли около трёх лет, после того, как Макартур, переехав во Францию, сумела собрать и заработать небольшую сумму для участия в трансатлантической гонке одиночек «Mini Transat» на яхте, длиной 6,5 метра.
Только после этого ей удалось в 1998 году выйти на серьёзного спонсора «Кингфишер». Компания поверила в яхтсменку и инвестировала в неё вначале просто огромную сумму — 2 млн фунтов стерлингов. Так началась одна из самых необычных и головокружительных парусных карьер мира.
Макартур получила мировую известность в 2001 году, заняв второе место в кругосветной, безостановочной парусной гонке одиночек Ванде-Глоб на яхте «Кингфишер». В возрасте 24 лет она стала самым молодым участником этого экстремального соревнования.
В зиму 2004/2005 года, на специально построенном для неё тримаране B&Q/Castorama длиной 23 метра, она установила мировой рекорд одиночного кругосветного плавания со временем 71 день 14 часов 18 минут 33 секунды. Таким образом в её активе оказалось две экстремальных кругосветки, не считая прочих океанских гонок.
Сразу после финиша в феврале 2005 года была пожалована в дамы-командоры ордена Британской империи (DBE), причём ей были оказаны почести, напоминающие времена Френсиса Дрейка (1580 г.) и Френсиса Чичестера (1967 г.).

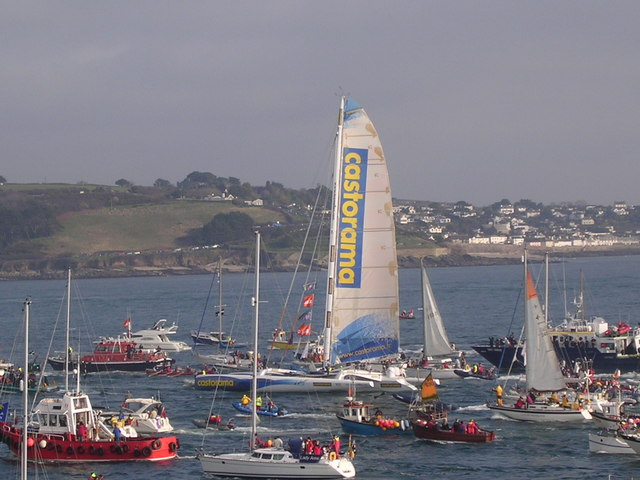
Эллен Макартур прибывает в Фалмут, Великобритания, 2005

На ежегодной конференции Международной федерации парусного спорта (World Sailing), которая состоялась в Португалии в ноябре 2007 года, была введёна в Зал славы ИСАФ.
В марте 2008 года награждена французским орденом Почётного легиона. В её честь назван астероид 20043 EllenMacArthur.
В октябре 2009 года Макартур объявила о своём намерении оставить профессиональный спорт и сосредоточиться на вопросах использования ресурсов и энергии в глобальной экономике.
В 2010 году она возглавила благотворительный фонд своего имени.

## Книги
В 2002 году Макартур выпустила свою первую книгу под названием «Taking on the World» («Завоёвывая мир»). В сентябре 2010 года она выпустила вторую автобиографию под названием «Full Circle» («Полный круг»).